# Ormosia caucasica
Ormosia caucasica là một loài ruồi trong họ Limoniidae. Chúng phân bố ở miền Cổ bắc.